# 超級雪崩速降賽
45°5′43″N 6°4′13″E / 45.09528°N 6.07028°E
超級雪崩速降賽（英語：Megavalanche），由1995年開始，於滑雪季度終結之後，在法國阿爾卑斯山阿尔普迪埃兹舉辦，一年一度的山地單車耐力賽。賽事全長20 km（12 mi），由海拔3,330米（10,930英尺）積雪開始溶化的山頂出發，經過甚少植被碎石嶙峋的路段，最後進入迂迴多彎的森林，直降2,600米（8,500英尺）到達終點。

## 外部連結
- Official Site （页面存档备份，存于）
- Race Results （页面存档备份，存于）
- 2017 Megavalanche Official Movie （页面存档备份，存于） (YouTube, UCC Sporting Event MTB)
- Megavalanche 2018 - Damien Oton Winning Run POV （页面存档备份，存于） (YouTube, Damien Oton)